# La historia del doctor Dolittle
La historia del doctor Dolittle (título completo: La historia del doctor Dolittle y la historia de su peculiar vida en el hogar y asombrosas aventuras en el exterior, 1920), escrita e ilustrada por el autor británico Hugh Lofting, es el primero de sus libros del Doctor Dolittle, y de una serie de novelas infantiles sobre un hombre que aprende a hablar con los animales y se convierte en su campeón en todo el mundo.

## Argumento
John Dolittle, es un médico respetado, tranquilo y soltero que vive con su hermana soltera Sarah en el pequeño pueblo inglés de Puddleby-on-the-Marsh. Su amor por los animales crece con los años y su colección de animales eventualmente asusta a su clientela humana, lo que lleva a la pérdida de su riqueza. Pero después de aprender el secreto de hablar con todos los animales de su loro Polinesia, comienza la práctica veterinaria.
Su fortuna sube y baja nuevamente después de que un cocodrilo toma su residencia, lo que hace que su hermana se vaya con disgusto con la intención de casarse, pero su fama en el reino animal se extiende por todo el mundo. Es reclutado para viajar a África para curar una epidemia de monos justo cuando se enfrenta a la bancarrota. Tiene que pedir prestados suministros y un barco, y navega con una tripulación de sus animales favoritos, pero naufraga al llegar a África. En el camino hacia el reino de los monos, su banda es arrestada por el rey de Jolliginki, una víctima de la explotación europea que no quiere que ningún hombre blanco viaje a su país.
La banda apenas escapa por sus artimañas, pero llega al reino de los monos, donde las cosas son realmente terribles como resultado de la furiosa epidemia. Vacuna a los monos y cuida a los enfermos para que recuperen la salud. En agradecimiento, los monos encuentran el pushmi-pullyu, una tímida cruz gacela-unicornio de dos cabezas, cuya rareza puede proveer el dinero del Dr. Dolittle para llegar a casa.
En el viaje de regreso, nuevamente son capturados en Jolliginki. Esta vez escapan con la ayuda del Príncipe Bumpo, quien les da un barco a cambio de la blanqueada cara de Bumpo de Dolittle, su mayor deseo es actuar como un príncipe de cuento de hadas europeo. La tripulación de Dolittle luego tiene un par de encuentros con piratas, lo que lleva a Dolittle a ganar un barco pirata cargado de tesoros y rescatar a un niño cuyo tío fue abandonado en una isla rocosa. Después de reunir a los dos, Dolittle finalmente llega a casa y realiza una gira con el pushmi-pullyu en un circo hasta que gana suficiente dinero para retirarse a su amada casa en Puddleby.

## Publicación
Aunque el autor del libro era británico, Frederick A. Stokes lo publicó en los Estados Unidos en 1920 antes de ser publicado en el Reino Unido por Jonathan Cape en 1924.